# Podgoria Dealu Mare
Dealu Mare este o zonă viticolă cu multiple podgorii aflată în județele Buzău și Prahova pe versantul sudic al dealurilor Istriței. Centre viticole importante sunt Pietroasele, Săhăteni, Tohani, Ceptura și Valea Călugărească.